# Esporte Clube Paraguaçuense
L'Esporte Clube Paraguaçuense, noto anche semplicemente come Paraguaçuense, è una società calcistica brasiliana con sede nella città di Paraguaçu Paulista, nello stato di San Paolo.

## Storia
Il club è stato fondato il 28 novembre 1965, come Esporte Clube Municipal. Ha vinto il Campeonato Paulista Série A2 nel 1993.

## Palmarès

### Competizioni statali
- Campeonato Paulista Série A2: 1

1993